# Чурріана-де-ла-Вега
Чурріана-де-ла-Вега (ісп. Churriana de la Vega) — муніципалітет в Іспанії, у складі автономної спільноти Андалусія, у провінції Гранада. Населення — 12 448 осіб (2010).
Муніципалітет розташований на відстані близько 360 км на південь від Мадрида, 5 км на південний захід від Гранади.

## Демографія
Динаміка населення (INE ):

## Галерея зображень

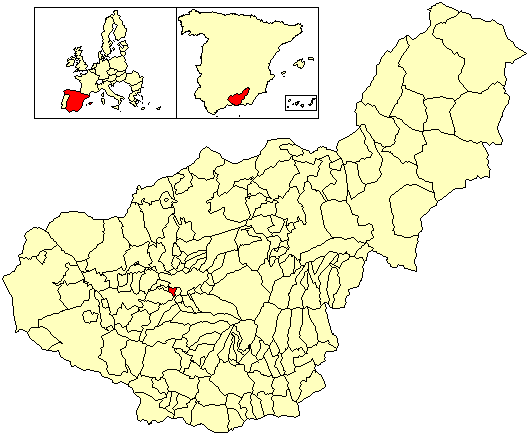
Розташування муніципалітету Чурріана-де-ла-Вега у провінції Гранада